# Мар'ян Юрковський
Ма́р'ян Юрко́вський (пол. Marian Jurkowski; 4 листопада 1929, Познань — 30 червня 2005, Варшава) — польський мовознавець. Доктор філологічних наук (1974). Професор (1984). Перекладач з української мови. 
Праці з історії української мови та польсько-українських мовних взаємин. Редактор збірника «Тарас Шевченко…» (Варшава, 1961) і автор вступної статті до нього. Автор праці «Польські друзі Тараса Шевченка» (збірник «Тарас Шевченко в соту річницю смерті», Варшава, 1961). Крім того, праці: «Бібліографія праць про Лемківщину» (1962), «Українська гідрографічна термінологія» (1971) та ін.